# 616 (número)
616 (Seiscientos dieciséis) es el número natural que sigue al 615 y precede al 617.
Mientras que el 666 es llamado el "número de la bestia" en la mayoría de los manuscritos de Apocalipsis 13:18, un fragmento del papiro más antiguo 115 da el número 616.

## En matemáticas
616 es un miembro de la Sucesión de Padovan, que viene después de 265, 351, 465 (es la suma de los dos primeros). 616 es un número poligonal en cuatro formas diferentes: es un número heptagonal, así como 13, 31 y 104 gonal.
También es la suma de los cuadrados de los factoriales de 2,3,4: (2!)² + (3!)² + (4!)² = 4+36+576=616.
El número armónico 616 es el primero en exceder siete.

## Número de la bestia
Generalmente, se cree que el 666 fue el original Número de la Bestia en el Libro del Apocalipsis en la Biblia cristiana. En 2005, sin embargo, se reveló un fragmento del papiro 115, que contenía la versión más antigua conocida de la parte del Libro del Apocalipsis que trata sobre el Número de la Bestia. Dio el número 616, lo que sugiere que este puede haber sido el original. Una posible explicación para los dos números diferentes es que reflejan dos grafías diferentes del nombre del emperador Nero/Nerón, por lo que (según esta teoría) se cree que este número es un código.

## En otros campos
- Tierra-616 es el nombre utilizado para identificar la continuidad principal en la que tienen lugar la mayoría de los títulos de Marvel Comics.
- (616) Elly asteroide perteneciente al cinturón de asteroides
- Ruta 616 ruta nacional de Costa Rica
- Película 616, un formato de película medio.
- Código de área 616, un código de área en Míchigan.